# 부귀열차
부귀열차(Wealthy Train, 富貴列車: Millionaire's Express)는 홍콩에서 제작된 홍금보 감독의 1986년 액션, 코미디, 모험 영화이다. 홍금보 등이 주연으로 출연하였고 하관창 등이 제작에 참여하였다.

## 출연

### 주연
- 홍금보
- 원표
- 관지림

### 조연
- 허관영
- 증지위
- 종진도
- 임정영
- 우마
- 쿠라타 야스아키
- 진룡
- 정문아
- 전가락
- 종발
- 황정리
- 석견
- 고비
- 맹해
- 오요한
- 리차드 노튼
- 신시아 로즈록
- 전준
- 적위
- 양사
- 원화
- 오시마 유카리
- 태보
- 왕우
- 주보의
- 간혜진
- 전소호

## 제작진
- 출품인: 추문회